# Dames Ligue 1
De Dames Ligue 1 is de hoogste competitie van het vrouwenvoetbal in Luxemburg. De competitie werd in 1972 gestart en wordt georganiseerd door de Luxemburgse voetbalbond (FLF). De kampioen plaatst zich voor de UEFA Women's Champions League maar Luxemburgse teams zien hier geregeld van af. Er namen meestal acht tot tien clubs deel aan de competitie die ook jaren niet gespeeld werd. Sinds 2015 zijn er twaalf deelnemers.

## Kampioenen
| Seizoen             | Winnaar              |
| ------------------- | -------------------- |
| 1972–73             | FC Atert Bissen      |
| 1973–74             | FC Atert Bissen      |
| 1974–75             | Progrès Niedercorn   |
| 1975–76             | FC Mondercange       |
| 1976–77             | Progrès Niedercorn   |
| 1977–78             | Progrès Niedercorn   |
| 1978–79 t/m 1983–84 | niet gespeeld        |
| 1984–85             | Progrès Niedercorn   |
| 1985–86             | Progrès Niedercorn   |
| 1986–87             | Progrès Niedercorn   |
| 1987–88             | Progrès Niedercorn   |
| 1988–89             | Progrès Niedercorn   |
| 1989–90 t/m 1996–97 | niet gespeeld        |
| 1997–98             | F91 Dudelange        |
| 1998–99             | Progrès Niedercorn   |
| 1999–00             | Progrès Niedercorn   |
| 2000–01             | Progrès Niedercorn   |
| 2001–02             | Progrès Niedercorn   |
| 2002–03             | Progrès Niedercorn   |
| 2003–04             | Progrès Niedercorn   |
| 2004–05             | Progrès Niedercorn   |
| 2005–06             | FC 32 Mamer          |
| 2006–07             | FC 32 Mamer          |
| 2007–08             | FC 32 Mamer          |
| 2008–09             | FC 32 Mamer          |
| 2009–10             | Jeunesse Junglinster |
| 2010–11             | Progrès Niedercorn   |
| 2011–12             | Jeunesse Junglinster |
| 2012–13             | Jeunesse Junglinster |
| 2013–14             | SC Ell               |
| 2014–15             | Jeunesse Junglinster |
| 2015–16             | Jeunesse Junglinster |
| 2016–17             | SC Bettembourg       |
| 2017–18             | Jeunesse Junglinster |